# Sistem juridic

Sistemele juridice

Un sistem juridic este ansamblul normelor juridice, al instituțiilor și al mecanismelor prin care aceste norme sunt create, interpretate și aplicate într-o anumită comunitate sau jurisdicție. El determină cadrul legal prin care se reglementează relațiile sociale, se stabilește ordinea publică și se oferă mijloace pentru soluționarea litigiilor.
Unele țări au un sistem juridic unic, în timp ce altele pot avea sisteme juridice multiple care se suprapun, așa cum se întâmplă în statele federale.

## Clasificare
Sistemele juridice pot fi clasificate în funcție de originea lor, sursele de drept, metodele de interpretare și aplicare a normelor. Acestea pot fi clasificate în:
- Dreptul civil bazat pe coduri scrise și tradiție juridică (Franța, Germania, Spania)
- Dreptul comun bazat pe precedent judiciar și deciziile instanțelor (Regatul Unit, Statele Unite, Canada)
- Dreptul religios bazat pe normele religioase (creștinism, șaria, halaha)
- Dreptul cutumiar bazat pe tradițiile orale transmise din generație în generație (comunitățile indigene)
- Dreptul internațional